# Musthika Kencana II
MV Musthika Kencana II fue un transbordador de pasajeros que se construyó en 1973 como Terje Vigen para DA-NO Linien. Fue vendido a Brittany Ferries en 1975 y rebautizado como Armorique. Fue vendido a Xiamen Ocean Shipping Co en 1993 y rebautizado como Min Nan. En 1998, fue vendido a Weihai Ferry Co y rebautizado como Sheng Sheng. En 2003, fue vendido a Dharma Lautan Utama, Belice. En 2005, fue vendido a Jalan Kangina, Surabaya y rebautizado como Tirta Kencana I. Fue rebautizado como Musthika Kencana II en 2009. Se incendió frente a la isla de Java el 4 de julio de 2011 y se hundió al día siguiente.

## Hundimiento

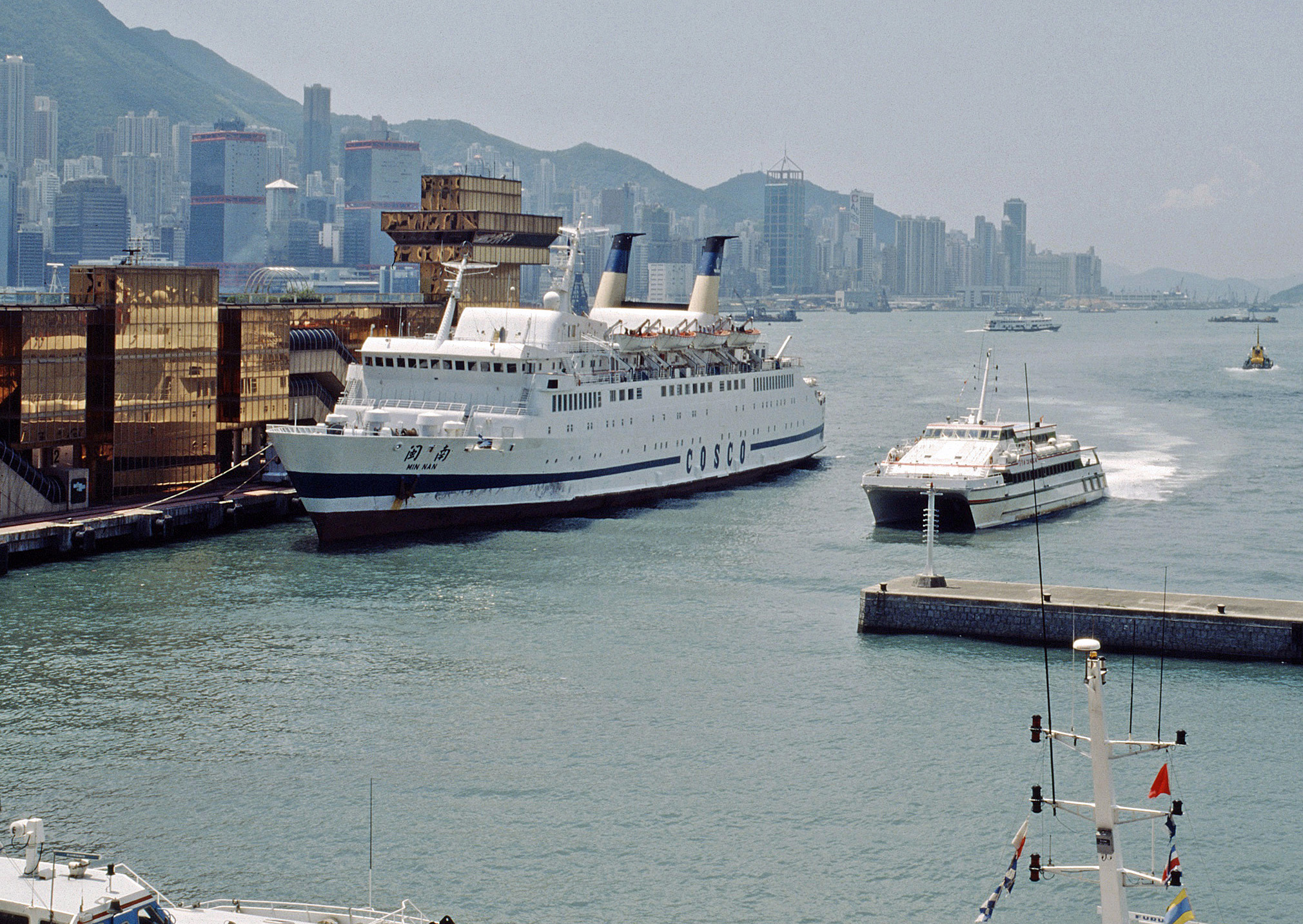
El Min Nan en Hong Kong en 1995

En 2005, fue vendido a Jalan Kanginan, Surabaya, Indonesia y pasó a llamarse Tirta Kencana I. Se le asignó el indicativo de llamada YHYC. Sirvió en la ruta Surabaya-Makassar. El 1 de enero de 2009, pasó a llamarse Musthika Kencana II. El 4 de julio de 2011, el barco se incendió frente a la isla de Madura, Java y fue abandonado. Se hundió al día siguiente.